# Coucy-le-Château-Auffrique
Coucy-le-Château-Auffrique ist eine französische Gemeinde mit 989 Einwohnern (Stand: 1. Januar 2022) im Département Aisne in der Region Hauts-de-France; sie gehört zum Arrondissement Laon und zum Kanton Vic-sur-Aisne.

## Geografie
Die Gemeinde Coucy-le-Château-Auffrique liegt im Nordwesten des Höhenzuges Chemin des Dames, etwa 13 Kilometer südöstlich von Chauny und 15 Kilometer nördlich von Soissons, oberhalb des Ailette-Tales. Die Ailette und der parallel verlaufende Oise-Aisne-Kanal bilden teilweise die südliche Grenze der Gemeinde. Nachbargemeinden von Coucy-le-Château-Auffrique sind Verneuil-sous-Coucy und Coucy-la-Ville im Norden, Jumencourt im Osten, Crécy-au-Mont im Süden, Pont-Saint-Mard im Südwesten, Guny im Westen sowie Champs und Folembray im Nordwesten.

## Geschichte
Im Mittelalter war sie der Stammsitz der mächtigen Barone de Coucy, unter ihnen auch Enguerrand III. und Enguerrand VII. de Coucy. Zu seiner Zeit war die Burg Coucy eine der bedeutendsten Festungsanlagen Europas und besaß mit dem mehr als 50 Meter hohen Donjon den weltgrößten Wohnturm. Während der Fronde wurde die Burg 1652 wegen der Weigerung zur Unterwerfung unter Ludwig XIV. durch die Truppen Mazarins teilweise zerstört und als Burg aufgegeben. 1917 sprengten deutsche Truppen den riesigen runden Turm und weitere Gebäude der Kernburg beim Unternehmen Alberich, einer Frontverlegung im Ersten Weltkrieg, und beschädigten die gewaltige Anlage schwer. Sie ist heute nur noch als Ruine erhalten.
Das äußerst selbstbewusste Motto Enguerrands III., dem auch ein gewisses Interesse am französischen Thron nachgesagt wurde, war „Roy ne suis, ne Prince, ne Duc, ne Compte aussy – je suis le Sire de Coucy!“ -„König bin ich nicht, kein Prinz, kein Herzog, auch kein Graf – ich bin der Herr von Coucy!“ Auch seine Nachfolger nahmen es als Motto.
Die Gemeinde Coucy-le-Château-Auffrique entstand 1921 aus der Fusion der Gemeinden Coucy-le-Château und Auffrique-et-Nogent.
Von 1793 bis zur landesweiten Neuordnung der Kantone 2015 war Coucy-le-Château-Auffrique Hauptort (frz.: chef-lieu) des Kantons Coucy-le-Château-Auffrique.

### Bevölkerungsentwicklung
| Jahr      | 1962 | 1968 | 1975 | 1982 | 1990 | 1999 | 2006 | 2013 | 2021 |
| Einwohner | 1151 | 1137 | 1118 | 1120 | 1058 | 995  | 1041 | 1052 | 987  |

## Sehenswürdigkeiten
- Burg Coucy, Monument historique[2]
- Kirche Saint-Sauveur, Monument historique[3]
- Benediktinerabtei Nogent-sous-Coucy
- Porte de Laon, Monument historique[4]
- Stellung eines „Langen Max“, Monument historique[5]

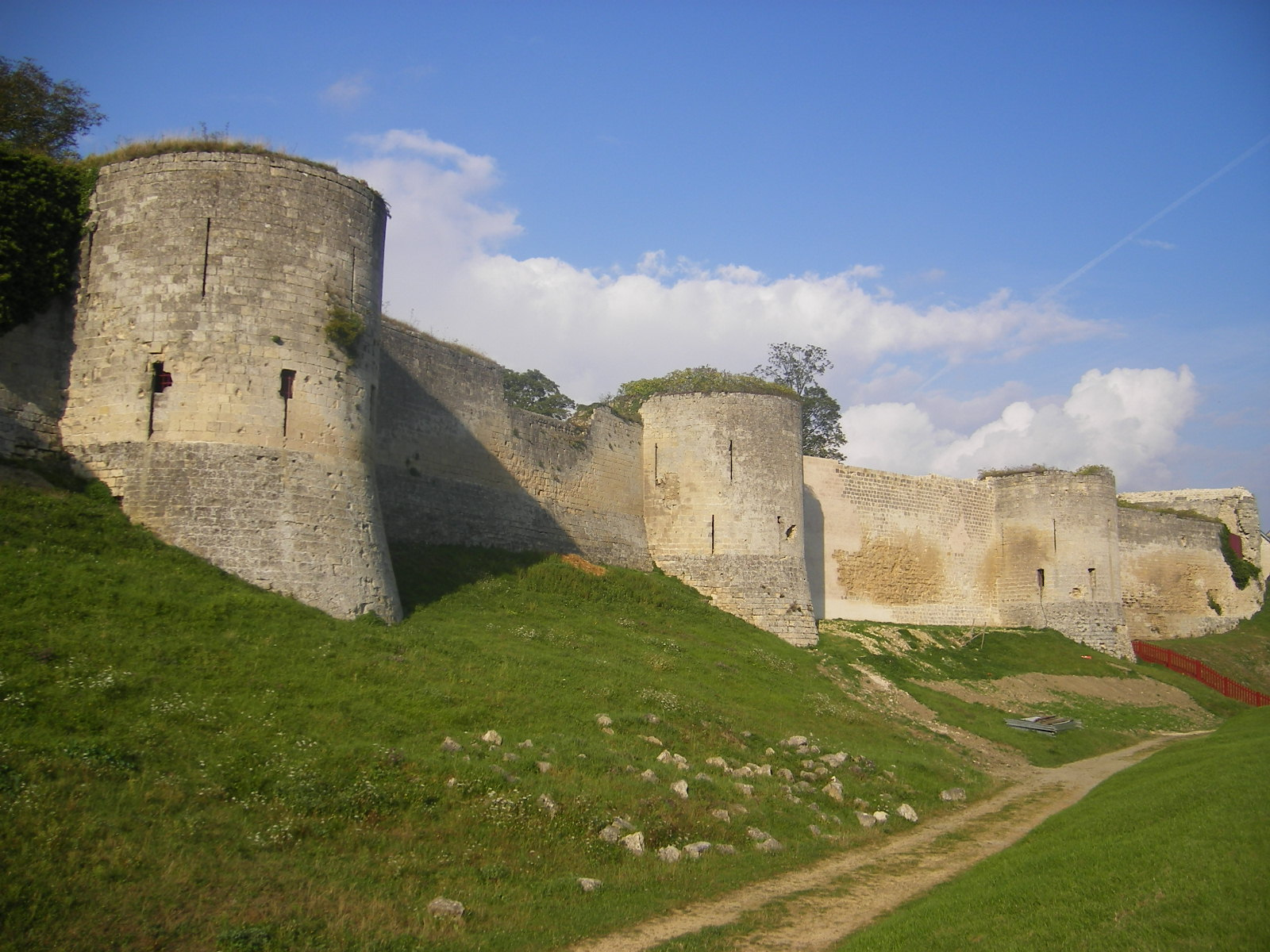
Burg Coucy
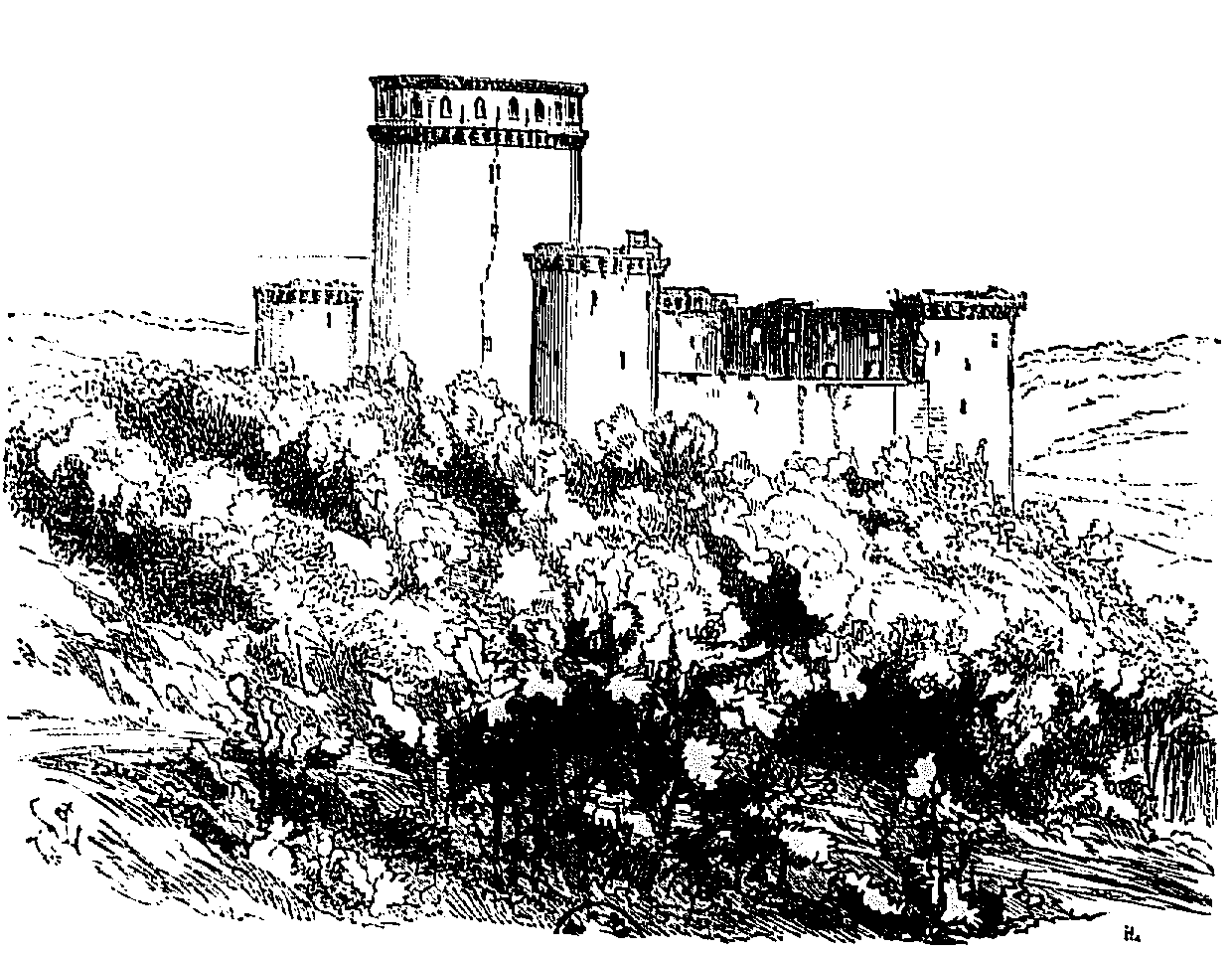
Ruinen von Coucy um 1860, Zeichnung von Eugène Viollet-le-Duc
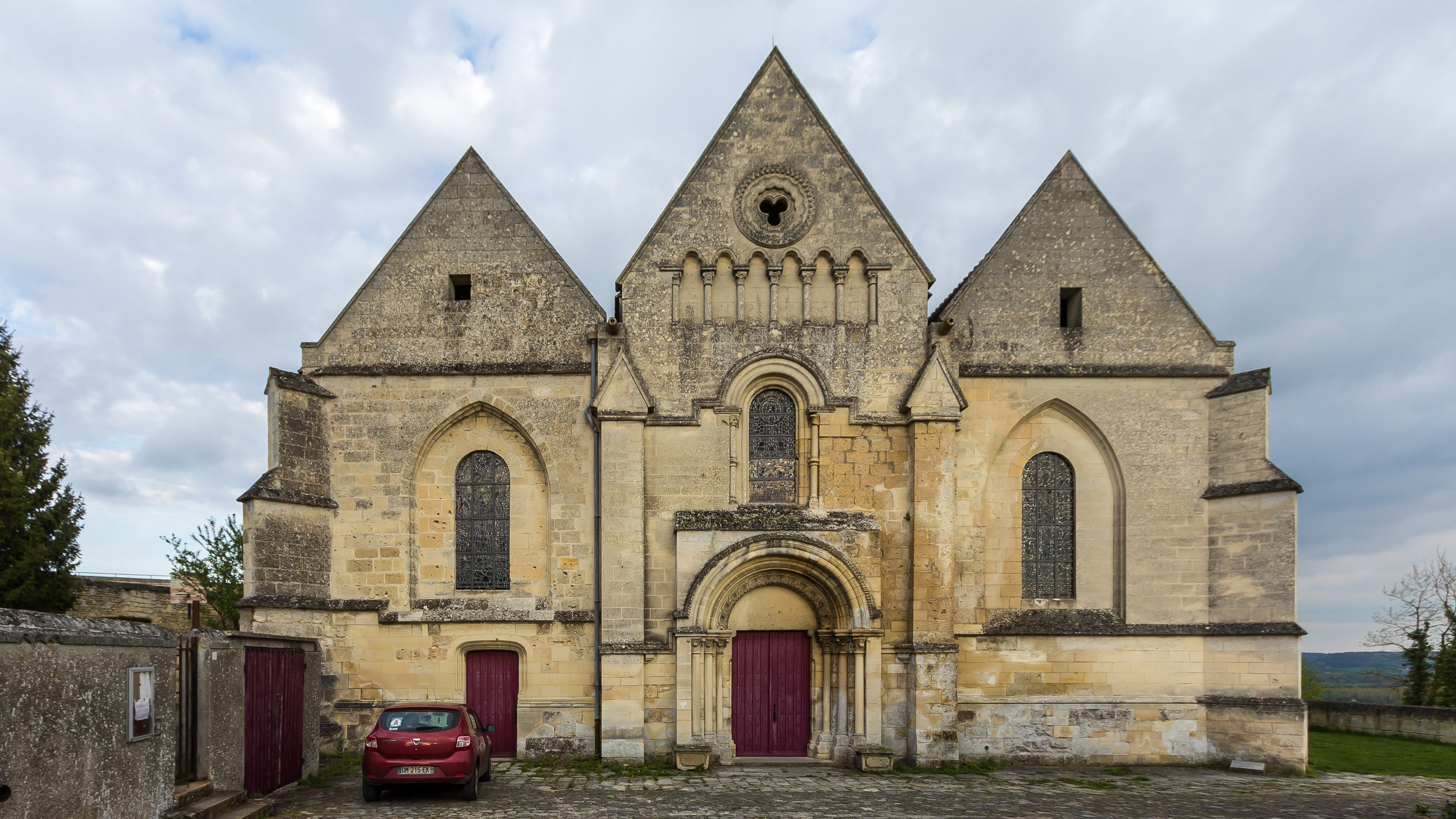
Kirche Saint-Sauveur
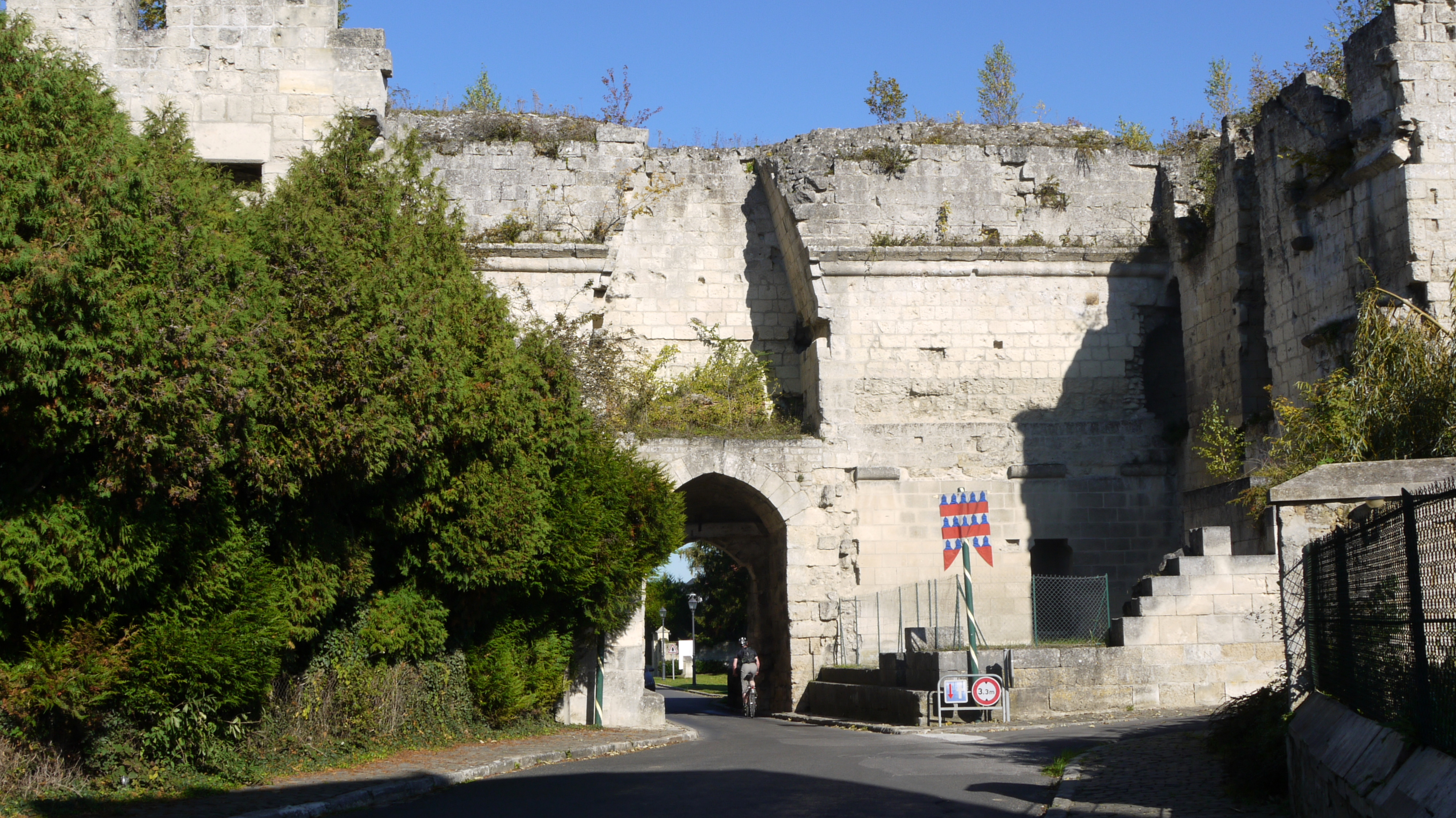
Porte de Laon
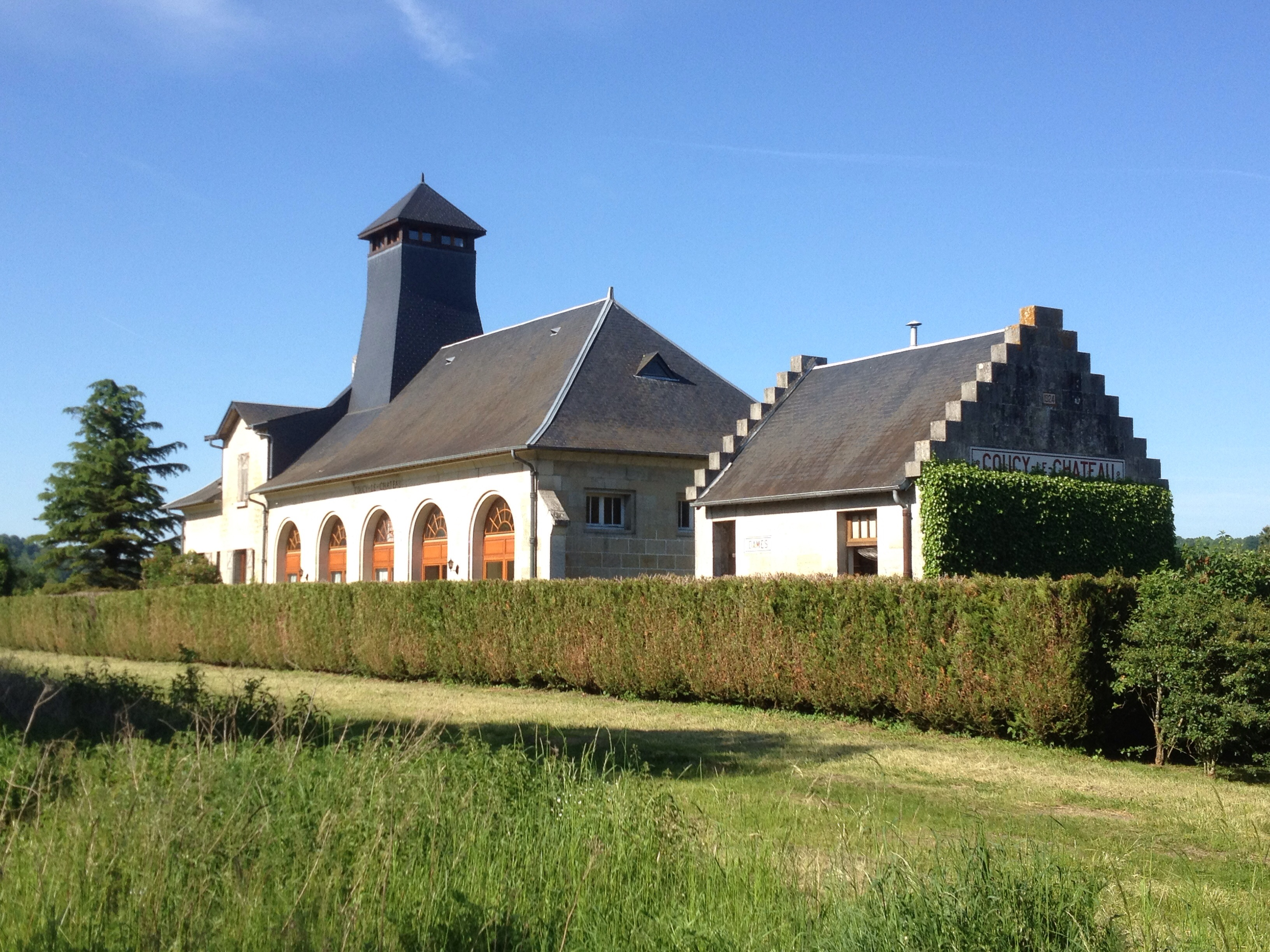
Ehemaliger Bahnhof